# Шаракоис, Дмитрий Владимирович
Дми́трий Влади́мирович Шарако́ис (род. 15 января 1986, Москва) — российский актёр театра и кино, видеоблогер. Наиболее известен по роли Бориса Левина в телесериале «Интерны».

## Биография
Родился 15 января 1986 года в Москве.
В 2002 году поступил в ГИТИС на курс Сергея Голомазова. На третьем курсе института начал сниматься в кино. Дебютной для него стала небольшая роль в фильме «Любовь и краски». На последнем году учёбы снялся в эпизодических ролях в сериалах: «Опера. Хроники убойного отдела» и «Моя прекрасная няня».
В 2006 году окончил ГИТИС и стал актёром Московского театра юного зрителя, с 2007 года — актёром Театра имени Маяковского, а затем Театра на Малой Бронной. В его выпускной год вышли несколько фильмов, в которых он принимал участие: сериал «Последняя исповедь», молодёжный фильм «Никто не знает про секс» и сериал «Кто в доме хозяин?».
В 2007 году вышли ещё несколько фильмов и сериалов с участием актёра — фильм «Жизнь врасплох» и сериал «Школа № 1». В Театре на Малой Бронной играл Эдмунда в спектакле «Тайна старого шкафа». В Театре Маяковского исполнял роль Дамиса в «Тартюфе». В МТЮЗе играл в нескольких спектаклях: «Два клёна», «Питер Пэн» и «Зелёная птичка».
В 2010 году вышли два сериала с его участием — «Похищение богини» и «Интерны», где он играл роль интерна Бориса Левина.
В 2014 году актёр сыграл роль Шурика в фильме «Кавказская пленница!», ремейке комедии 1966 года Леонида Гайдая. Фильм получил отрицательные оценки кинокритиков.
В 2018 году переехал из Москвы в Лондон. Параллельно поиску работы в театре и кино, работал официантом и подрабатывал на стройке.

## Роли в театре

### Театр им. Маяковского
- «Тартюф» — Дамис (реж. С. Н. Посельский)

### Московский Театр юного зрителя
- «Два клёна» — Иванушка (реж. В. Н. Платонов)
- «Зелёная птичка» — Дзанни (реж. Г. Р. Тростянецкий)
- «Невероятный иллюзион» — Эрни (реж. В. Котовицкий);
- «Питер Пэн» — Джон Майкл Дарлинг (реж. Р. Олингер).

### Театр на Малой Бронной
- «Тайна старого шкафа» — Эдмунд (реж. А. Фроленков).

### Театр
- «Дуэнья» — Дон Фернандо (реж. Р. С. Самгин) театральная компания Маскарад

## Фильмография
- 2003 — Любовь и краски — Женя
- 2004 — Опера. Хроники убойного отдела — Иван Ложкин
- 2004 — Моя прекрасная няня — Вася, сосед Прутковских
- 2005 — 9 рота — призывник
- 2005 — На низкой частоте — мим
- 2006 — Никто не знает про секс — Гepa
- 2006 — Последняя исповедь — Борис-сирота
- 2007 — Артистка — Олег, монтировщик сцены
- 2007 — Жизнь врасплох — Тёма
- 2007 — Кто в доме хозяин? — Эдик
- 2007 — Школа № 1 — Максим
- 2007 — Сокровище — вор
- 2008 — Новая Земля — Эстонец
- 2008 — Отряд — Герман Фонтишин
- 2008 — Псевдоним «Албанец» 2 — эпизод
- 2009 — Блудные дети — Тарас в юности
- 2009 — Барвиха — Мухомор
- 2009 — Майонез — Родион
- 2009 — Меч — наркодилер Буратино
- 2010 — Похищение Богини — Сергей Трошин
- 2010 — Голоса — Тимур
- 2010, 2015 — Интерны — Борис Аркадьевич Левин, интерн (1—3, 14 сезоны)
- 2011 — Беременный — доктор Тихонов
- 2011 — Люблю и точка — Пётр
- 2011 — Немного не в себе — Павел
- 2012 — Дело следователя Никитина — художник-фальшивомонетчик
- 2012 — Мужчина с гарантией — Мелкий
- 2014 — Кавказская пленница! — Шурик
- 2014 — Невероятные приключения Алины — Икс
- 2014 — Территория — Феникс
- 2016 — Если бы да кабы — Сергей Померанцев
- 2016 — Неваляшка — Серёжа
- 2016 — Отражение радуги — Егор Буратаев, хакер
- 2017 — Должок — Виталий
- 2018 — Приставы — Константин
- 2021 — Корпорация Ad Libitum — художник
- 2023 — Тетрис — Сергей, бюрократ Электроноргтехники
- 2024 — Агентство — Саша